# Stenotabanus fulvistriatus
Stenotabanus fulvistriatus är en tvåvingeart som först beskrevs av James Stewart Hine 1912.  Stenotabanus fulvistriatus ingår i släktet Stenotabanus och familjen bromsar. Inga underarter finns listade i Catalogue of Life.